# Forward (Contea di Allegheny, Pennsylvania)
Forward  è una township degli Stati Uniti d'America, nella contea di Allegheny nello Stato della Pennsylvania. Secondo il censimento del 2000 la popolazione è di 3.771 abitanti.

## Storia
Il nome è dato in onore di Walter Forward, Segretario del Tesoro dal 1841 al 1843.

## Società

### Evoluzione demografica
La composizione etnica vede una prevalenza della razza bianca (97,61%) seguita da quella afroamericana (1,09%).
| township di Forward Popolazione |       |
| 2000                            | 3.771 |
| Stima al 01-07-07               | 3.512 |